# Agenzia d'intelligence e sicurezza della Bosnia ed Erzegovina
L'Agenzia d'intelligence e sicurezza della Bosnia ed Erzegovina, comunemente nota con l'acronimo OSA-OBA BiH (in bosniaco e in croato Obavještajno-sigurnosna agencija BiH; in serbo Обавјештајно-безбједносна агенција БиХ?, Obavještajno-bezbjednosna agencija BiH), è la principale agenzia di intelligence e sicurezza della Bosnia ed Erzegovina, con sede a Sarajevo. L'agenzia è stata istituita dalla Camera dei rappresentanti della Bosnia ed Erzegovina e dalla Camera dei popoli nel marzo 2004.
Nel febbraio 2023 il Consiglio dei ministri della Bosnia ed Erzegovina ha nominato Almir Džuva direttore generale dell'Agenzia, Rista Zarić vicedirettore generale e Damir Bevanda ispettore capo dell'OSA-OBA, per un mandato di quattro anni.

## Storia
L'Assemblea parlamentare della Bosnia ed Erzegovina, durante la sessione della Camera dei Rappresentanti e della Camera dei Popoli, ha adottato la Legge sull'istituzione dell'Agenzia d'intelligence e sicurezza della Bosnia ed Erzegovina nel marzo 2004. L'agenzia ha iniziato ufficialmente i suoi lavori il 1º giugno 2004. Essa è responsabile della raccolta, analisi e distribuzione dei dati di intelligence e sicurezza con l'obiettivo di proteggere la sovranità, l'integrità territoriale e l'ordine costituzionale della Bosnia ed Erzegovina, nonché di preservare la sicurezza generale di tutti i suoi cittadini.
L'Agenzia è tenuta a svolgere il proprio lavoro in conformità con le disposizioni della Costituzione della Bosnia ed Erzegovina, che comprende le disposizioni della Convenzione europea per la salvaguardia dei diritti dell'uomo e delle libertà fondamentali e i suoi protocolli. L'OSA è un'istituzione di intelligence e sicurezza civile che ha lo status di organizzazione amministrativa indipendente della Bosnia ed Erzegovina e di persona giuridica. Con la fondazione dell'OSA sono entrati a far parte della sua composizione tutti i servizi segreti e di sicurezza civili che precedentemente operavano nella Federazione di Bosnia ed Erzegovina e nella Repubblica Srpska. La legge sull'istituzione dell'OSA stabilisce che nessun'altra agenzia civile di intelligence e sicurezza può essere istituita o operare sul territorio della Bosnia ed Erzegovina. Fin dalla sua fondazione, l'agenzia ha sede a Sarajevo, in via Mehmeda Spahe n. 7, ma ha anche diversi uffici territoriali in tutta la Bosnia ed Erzegovina.

## Missione e funzioni
L'Agenzia per l'intelligence e la sicurezza ha i seguenti compiti:
- raccolta di informazioni dall'estero per scopi di sicurezza nazionale;
- svolgere attività di intelligence al fine di tutelare l'integrità, l'indipendenza e l'ordine costituzionale;
- raccolta di informazioni su attività terroristiche;
- raccolta di informazioni sulla produzione e sul traffico di stupefacenti;
- raccogliere informazioni sulla produzione di armi di distruzione di massa;
- raccolta di informazioni sui crimini contro l’ambiente;
- raccogliere informazioni sulla criminalità organizzata che minaccia la sicurezza nazionale;
- raccolta di informazioni sullo spionaggio diretto contro la Bosnia ed Erzegovina;
- raccogliere informazioni sul commercio illegale di prodotti e tecnologie che sono sotto controllo internazionale;
- raccogliere informazioni su azioni punibili ai sensi del diritto internazionale umanitario;
- raccogliere informazioni su atti di violenza organizzata o intimidazione di gruppi nazionali o religiosi in Bosnia ed Erzegovina.

## Collegamento con altri enti statali
La legge sull'istituzione dell'Agenzia d'intelligence e sicurezza prevede l'obbligo di una cooperazione costante ed efficiente con tutte le agenzie di sicurezza e di polizia della Bosnia ed Erzegovina, ma anche con i servizi di intelligence e le agenzie di sicurezza internazionali come: Interpol, EUPM e altri. Ciò significava originariamente la collaborazione dell'OSA con l'Agenzia statale d'investigazione e protezione (SIPA), l'Amministrazione federale di polizia, la Direzione per il coordinamento dei corpi di polizia, i ministeri cantonali degli Interni e il Ministero degli affari interni della Repubblica Srpska.
L'Agenzia d'intelligence e sicurezza è sottoposta all'autorità del presidente del Consiglio dei ministri della Bosnia ed Erzegovina. La sua dirigenza è nominata e revocata dalla Presidenza della Bosnia ed Erzegovina su consiglio del Presidente del Consiglio dei ministri. La supervisione parlamentare dell'operato dell'Agenzia è effettuata dalla Commissione per la sicurezza e l'intelligence, istituita congiuntamente dalla Camera dei rappresentanti e dalla Camera dei popoli dell'Assemblea parlamentare della Bosnia ed Erzegovina.

## Operato dell'OSA-OBA
L'OSA-OBA è autorizzata dalla Legge istitutiva a raccogliere, analizzare, elaborare, archiviare e distribuire dati di intelligence e sicurezza alle agenzie e ai servizi competenti in Bosnia ed Erzegovina in conformità con la Costituzione della Bosnia ed Erzegovina, la Legge sull'Agenzia e altre leggi statali pertinenti. L'OSA-OBA ha l'autorità di raccogliere informazioni da tutte le fonti disponibili al pubblico, quindi da altre agenzie e servizi in Bosnia ed Erzegovina e adottando altre misure in conformità con la Legge sull'Agenzia. Inoltre, l'OSA può effettuare raccolte segrete e riservate di informazioni rilevanti nella misura in cui ciò sia essenziale in termini di intelligence e sicurezza, sempre in conformità con la Legge istitutiva.
L'Agenzia ha la capacità giuridica e tecnica di monitorare le comunicazioni attraverso le telecomunicazioni e altre forme di dispositivi elettronici. Questo tipo di raccolta di informazioni rilevanti può essere effettuata solo nei casi in cui è stata ottenuta l'autorizzazione del Presidente o di un giudice del Tribunale della Bosnia ed Erzegovina. Per poter monitorare determinate persone tramite telecomunicazioni, il direttore dell'OSA-OBA è obbligato a presentare al giudice del Tribunale di Bosnia ed Erzegovina una richiesta, che giustifichi i validi motivi per farlo; le ragioni addotte sono in genere legate a minacce alla sicurezza della Bosnia ed Erzegovina.